# San Sadurniño
San Sadurniño (galicisch und offiziell; kastilisch San Saturnino) ist ein Municipio in der autonomen Gemeinschaft Galicien in Spanien. Es gehört der Provinz A Coruña an. 2024 hatte die Gemeinde 2.733 Einwohner.

## Lage
San Sadurniño liegt 67 Kilometer nordöstlich von A Coruña. Durch das Municipio führt die Autobahn AG-64.

## Demografie
Legende: San Saturnino___San Sadurniño

Quelle: INE-Archiv – grafische Aufarbeitung für Wikipedia

## Gemeindegliederung
Die Gemeinde San Sadurniño ist in sieben Parroquias gegliedert:
| Parroquias    | Patrozinium  | Einwohner 2024 | Fläche km² | Dichte Einw./km² | Höhe msnm | Ortskennzahl |
| ------------- | ------------ | -------------- | ---------- | ---------------- | --------- | ------------ |
| Bardaos       | Santa María  | 245            | 6,97       | 35               | 215       | 15076010000  |
| Ferreira      | San Paio     | 277            | 15,83      | 17               | 76        | 15076020000  |
| Igrexafeita   | Santa María  | 177            | 17,35      | 10               | 401       | 15076030000  |
| Lamas         | San Xiao     | 447            | 12,89      | 35               | 97        | 15076040000  |
| Monte         | Santa Mariña | 303            | 19,59      | 15               | 377       | 15076050000  |
| Naraío        | Santa María  | 486            | 11,98      | 41               | 138       | 15076060000  |
| San Sadurniño | Santa María  | 816            | 15,08      | 54               | 58        | 15076070000  |

## Wirtschaft
| Ackerbau, Viehzucht und Fischerei                                                  | 090 | 09,26  |
| Industrie                                                                          | 182 | 018,72 |
| Bauwirtschaft                                                                      | 120 | 012,35 |
| Dienstleistungsbetriebe                                                            | 580 | 059,67 |
| Total                                                                              | 972 | 100,00 |
| * Daten aus dem Statistischen Amt für Wirtschaftliche Entwicklung in Galicien, IGE |     |        |